# Zdeněk Šimek
Zdeněk Šimek (19. dubna 1927 Veselí nad Lužnicí – 27. října 1970 Praha) byl český sochař a malíř.

## Život
Zdeněk Šimek se během studia na měšťanské škole učil hře na housle, zpíval ve sboru a zajímal se o výtvarné umění a poezii. Silnou a trvalou inspirací pro něj byla příroda a hudba. Po celý život budoval sbírku nerostů, hornin a fosilií, používal optický mikroskop i vlastní hvězdářský dalekohled, zabýval se astronomií, botanikou, morfologií bezobratlých, budoval fonotéku vážné hudby a jazzu. V letech 1941–1946 studoval na učitelském ústavu v Soběslavi, kde jeho třídním učitelem byl spisovatel Jiří Marek a spolužáky pozdější historik umění Jiří Padrta a Jiří Hronek (bohemista, FFUK).
Roku 1946 byl přijat ke studiu na VŠUP, nejprve do ateliéru Karla Dvořáka. Po jeho smrti (1950) dokončil studia v ateliéru Josefa Wagnera, kde se seznámil i se svou budoucí ženou, Dagmar Vinklerovou a navázal přátelství s výtvarníky, kteří roku 1954 zakládali tvůrčí skupinu Trasa (Zdena Fibichová, Vladimír Preclík, Eva Kmentová, Olbram Zoubek, aj.).
V letech 1952–1967 podnikl řadu zahraničních cest (Petrohrad, Moskva, Paříž, Řím, Neapol, Benátky, Florencie). Ze sňatku s Dagmar Vinklerovou (1953) se narodili synové Ondřej (1954) a Lukáš (1957).
V 50. letech pracoval na veřejných zakázkách – sochách pro kašny v Mariánských Lázních a Třeboni a kromě toho se věnoval i vlastní volné tvorbě. V roce 1964 vystavoval se skupinou Trasa a měl první samostatnou výstavu ve Špálově galerii.
Od roku 1965 žila rodina střídavě v Praze a letním domě v Šestajovicích, který Šimek sám postavil a později používal i jako sochařský ateliér. Zdeněk Šimek se zúčastnil prvního sochařského sympozia v Hořicích v Podkrkonoší (1966) a sympozií v Krastalu a Neukirchen (1967).
Roku 1968 vážně onemocněl plicní chorobou a několik měsíců strávil v sanatoriu. Přesto dál pracoval na veřejných zakázkách v Praze, Třeboni a Prachaticích a roku 1969 se zúčastnil sochařského symposia v Oggelshausenu.
V roce 1970 podlehl nemoci a zemřel 27. října, ve věku 43 let.

## Dílo
Šimek byl dobře obeznámen s domácí sochařskou tradicí a za svých cest vstřebal podněty ruské avantgardy, kubismu i pařížské moderny. Ovlivnilo ho kykladské umění i práce Arpa a Brâncuşiho. Od své rané školní plastiky, v níž se suverénně vyrovnal s podněty kubismu (Kubistické torzo, 1948), jeho práce z 50. let ve dřevě a kovu směřují ke stylizaci a zjednodušení tvaru. V 60. letech dospěl ke konstruktivistickým abstraktním kompozicím ve dřevě a monumentálním čistým tvarům v kameni.
Ve figurálních plastikách, které tvořil jako veřejné zakázky pro Mariánské Lázně, uplatnil svou znalost přírody i cit pro materiál (Volavky, 1954, rumunský mramor), nekonvenční kompozici (Pramen, 1956, hořický pískovec) a dobře zvládl i monumentální mírně nadživotní sousoší (Roční doby, 1957, bulharský mramor).
Jeho volná tvorba z téže doby zahrnuje komorní plastiky v kameni, které jsou charakteristické uzavřenou formou (Dřepící, 1956). Některé přímo svou dedikací odkazují na díla Josefa Wagnera (Nalezený kámen II, 1957), jiné se blíží abstraktnímu tvaru, v proporcích je však stále obsažena lidská figura (Nalezený kámen I, 1957, Torzo, 1960). Komorní plastiky v olovu jsou kompozičními studiemi a nebyly určeny pro vystavení (Akt, 1958). Dřevěné komorní plastiky ženských postav charakterizuje protáhlý tvar, postavy jsou zachyceny v pohybu (Baletka, 1958, Akrobatka, 1958). V sochách ptáků je zřetelný posun směrem k abstrakci (Pták II, 1958). Z roku 1958 pochází jediná Šimkova socha ze sklolaminátu – vznášející se ženská postava s pásem filmu pro filmový klub v Paláci Adria, nyní nezvěstná.

V polovině 60. let se Šimek věnoval konstruktivistickým kompozicím ve dřevě, prostorovým vztahům jednotlivých prvků a geometrickým průnikům těles (Křídla, 1963, Sloup I,II, 1964, Průnik těles I-IV, Jařmo, Svazek, 1965).

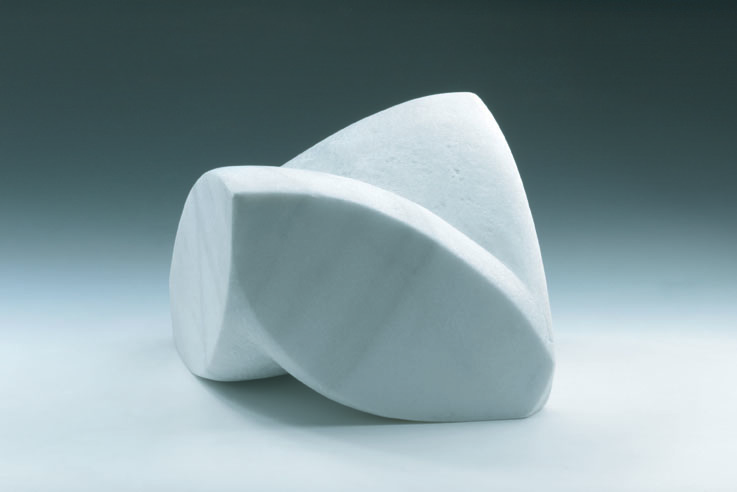
Eolit III (1967), mramor

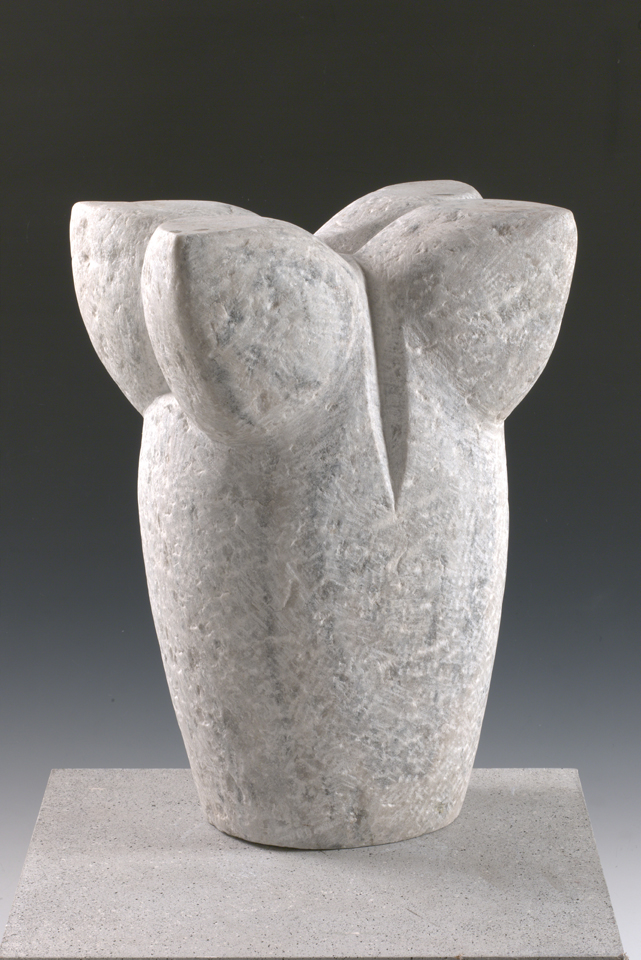
Pupen II (1964), mramor

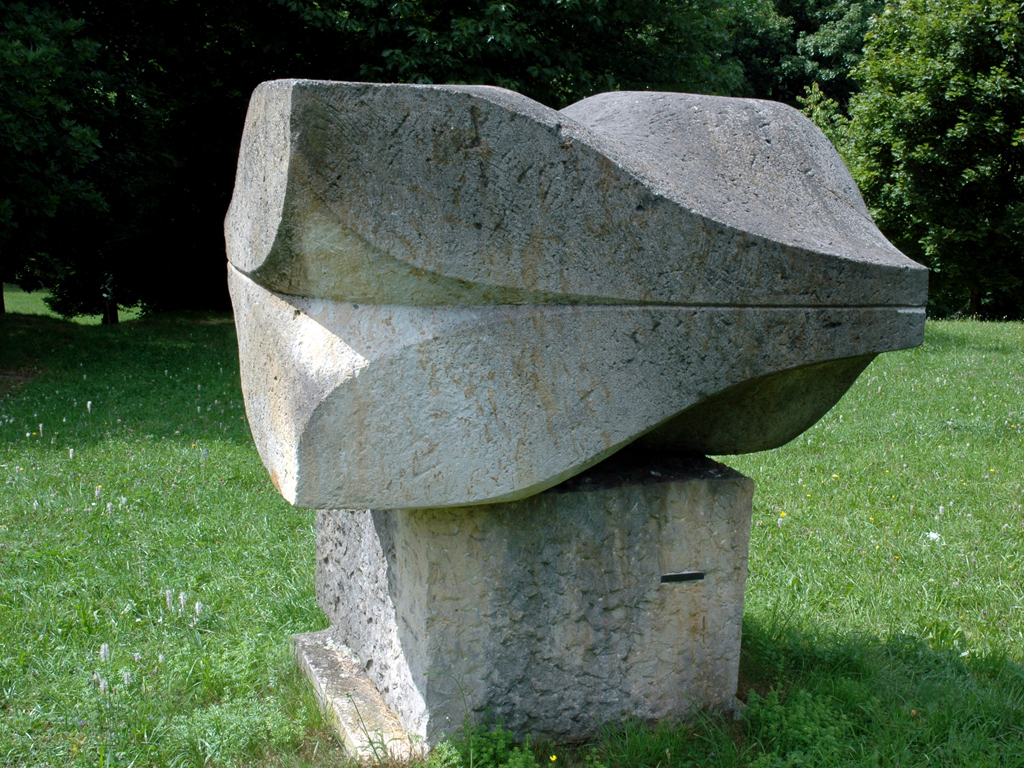
Zdeněk Šimek, Hladina (1966), pískovec

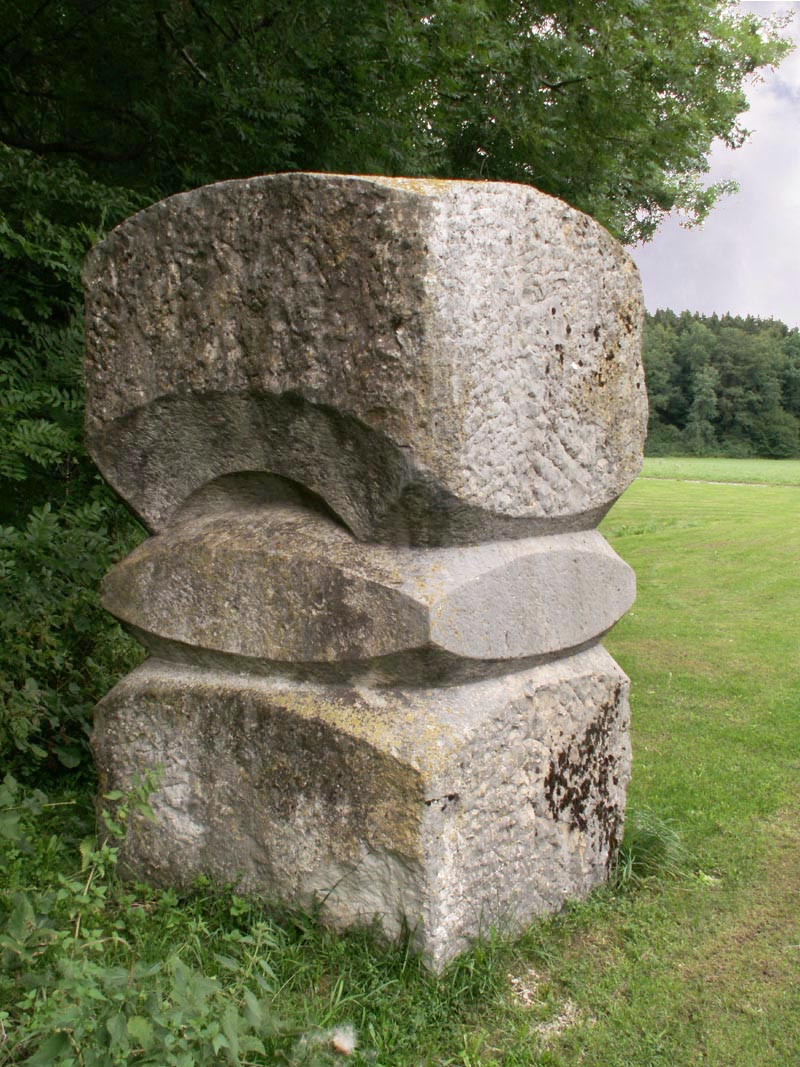
Zdeněk Šimek, Jako hrozny jsme lisováni (1969), Oggelshausen

V 60. letech vznikla v kameni série komorních plastik inspirovaných biomorfními tvary, v jejichž objemu sochař zachytil zvláštní vnitřní napětí (Pupen I-III, 1964, Pupen IV, V, 1967, Dvojklín, 1967). Šimkovy abstraktní sochy v mramoru a vápenci odkazují příponou svých názvů k samotnému kameni a jsou metaforou pohybu a zvuku (Mobilit, Fonolit, 1967), jindy název odkazuje ke skrytému jádru hmoty (Karyolit, 1968), nebo pravěkým kamenným nástrojům (Eolit I-III, 1967).

Účast na sochařských sympoziích nabídla Šimkovi tvůrčí svobodu a možnost převést své kresebné studie i komorní díla do monumentálních tvarů. Na vrchu Gothard v Hořicích stojí pískovcová Hladina (1966). Vápencová socha Mobilit (1967) ze sympozia v rakouském Krastalu nalezla umístění před budovou PVT v Praze 4. V Neukirchenu, kde úkolem sochařů bylo zpracovat obří žulové balvany, vznikla Plastika (1967). Socha Jako hrozny jsme lisováni (1969) z jurského vápence v Oggelshausenu je přímou reakcí na okupaci v srpnu 1968 a zároveň nejzávažnějším dílem autora.

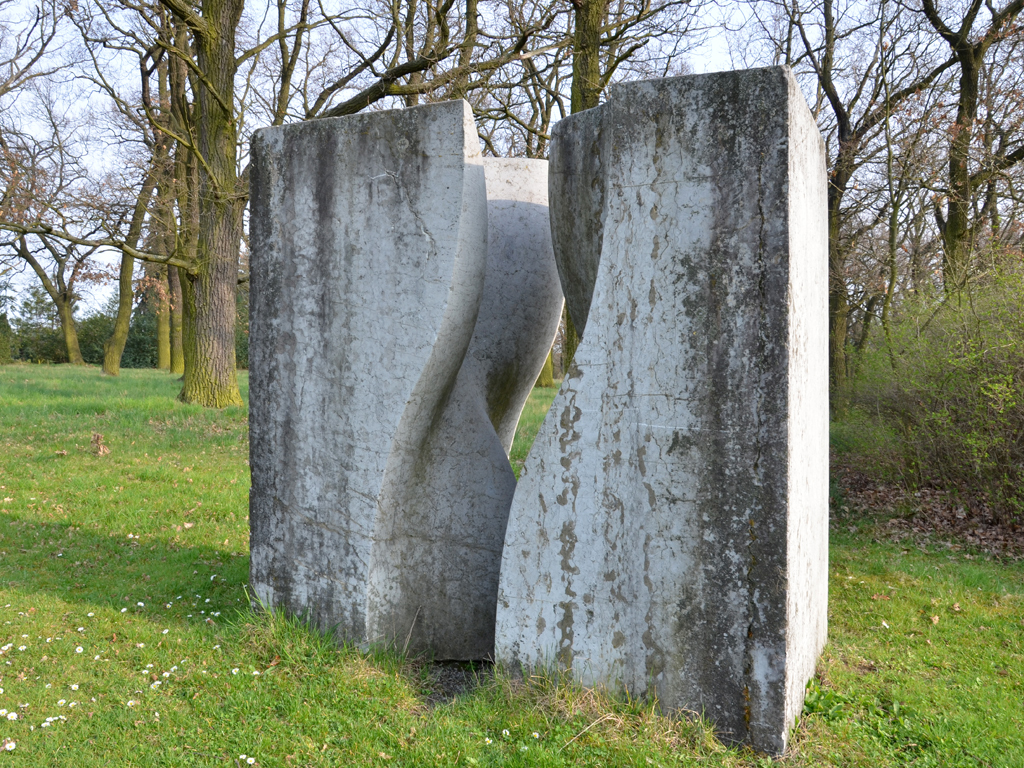
Napětí - Adam a Eva, 1970, P

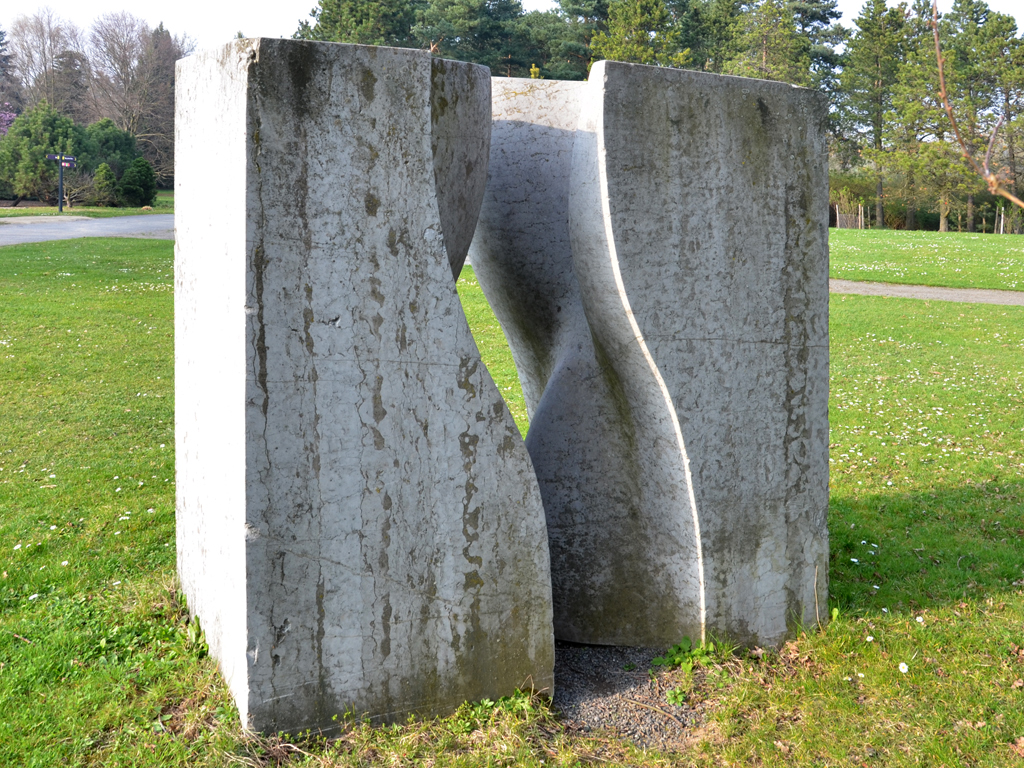
Napětí - Adam a Eva, 1970, L

V letech 1967–1970 vznikly studie i výsledná monumentální dvojice vzájemně komplementárních stylizovaných soch Adama a Evy (Napětí, Arboretum Průhonice).
Roku 1968 dostal Šimek zakázku na vytvoření slunečních hodin pro Prachatice. Následovala řada kresebných studií i přesných geometrických výkresů, zkoumání exponátů slunečních hodin ve sbírkách NTM a konzultace s astronomem P. Příhodou. Osazení celého komplexu 14 mramorových součástí hodin se uskutečnilo až po sochařově úmrtí (1972).

Vyznání Zdeňka Šimka k vlastní tvorbě:
…Mám rád čistotu tvaru, jednoduchost krystalu složenou z čistých ploch. Pryč s hrůzou, pryč s fantazií a vypravěčstvím, jsou to škraloupy na zvracení. Omamná je rovnováha protikladů, symetrie tvaru a klidu, disciplína nekonečna.

### Kresby, malba, grafika
Zdeněk Šimek vytvořil v letech 1949–1970 stovky tužkových, pérových a tušových přípravných kreseb k sochám. Z jeho volné tvorby se zachovaly krajinomalby (olej, akvarel, tempera, tuš), studie postav, portréty a několik autoportrétů (1948).

### Realizace

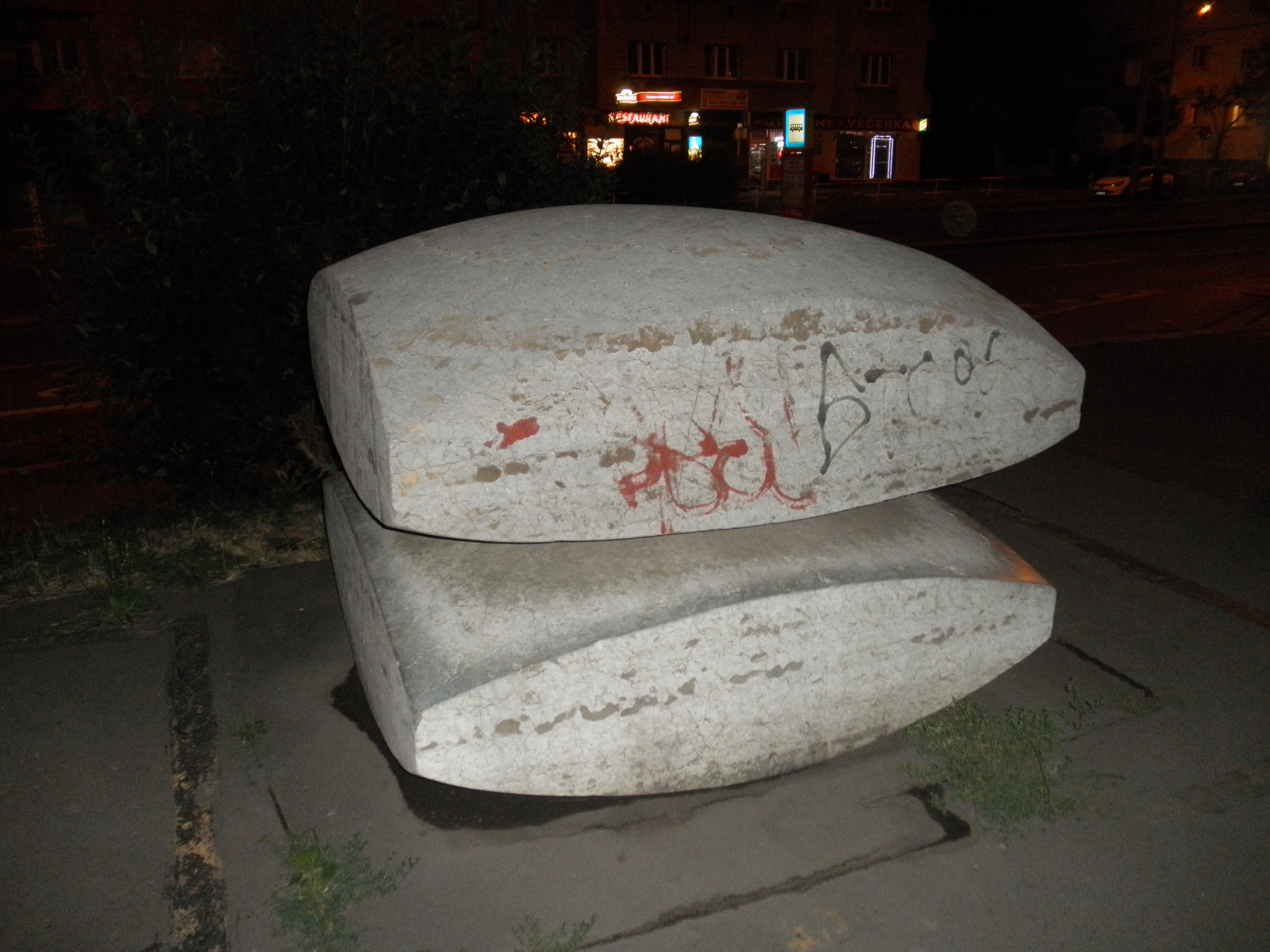
Mobilit, osazeno 1971

- 1954 Volavky (rumunský mramor), Křížový pramen, Mariánské lázně
- 1956 Pramen (pískovec), Mariánské Lázně
- 1957 Roční doby (bulharský mramor), Mariánské Lázně
- 1958 Chlapec a dívka (pískovec), ZŠ Sezimovo Ústí
- 1958 Film (sklolaminát), Palác Adria, Praha (nezvěstné)
- 1960 Zvěstování Panně Marii (bílý mramor), hrob Fuxů, Třeboň
- 1960 Koupel (pískovec), Třeboň
- 1966 Reliéf (glazovaná keramika), ZŠ Novodvorská, Praha (zničeno)
- 1966 Hladina (pískovec), vrch Gothard, Hořice
- 1967 Křtitelnice (mramor), kostel sv. Václava, Praha – Bohnice
- 1967 Mobilit (vračanský vápenec), osazeno 1971, Praha 4, Pankrác
- 1967 Plastika (žula), Neuenkirchen, Lüneburger Heide
- 1968/69 Adam a Eva (polychromovaný vápenec), sídliště Červený Vrch, Praha 6
- 1969 Jako hrozny jsme lisováni (jurský vápenec), Oggelshausen
- 1969/70 Stěna vestibulu Federálního shromáždění (travertin), Praha
- 1969/70 Kašna (rumunský mramor), Na hliníku, Třeboň
- 1969/71 průčelí budovy ZNS (travertin), Dynín u Veselí n. Luž.
- 1970 Napětí – Adam a Eva (vápenec), VÚKOZ, Průhonice
- 1970 Sluneční hodiny (zbuzanský mramor), Prachatice

### Zastoupení ve sbírkách
- Národní galerie v Praze
- Muzeum umění Olomouc
- Galerie moderního umění v Hradci Králové
- Galerie moderního umění v Roudnici nad Labem
- Severočeská galerie výtvarného umění v Litoměřicích
- Galerie výtvarného umění v Náchodě
- Galerie Wilm Falazik, Lüneburger Heide

### Výstavy

#### Autorské
- 1964	Zdeněk Šimek: Plastiky, Galerie Václava Špály, Praha
- 1978 Zdeněk Šimek – sochy, Weissův dům, Veselí nad Lužnicí
- 1982	Zdeněk Šimek, Galerie plastik, Hořice
- 1985 	Zdeněk Šimek: Z ateliéru, Galerie 55, Kladno
- 1999 In memoriam Zdeňka Šimka, Výstavní síň pod věží, Třeboň
- 2006/07 Zdeněk Šimek, 1927–1970: Sochařské dílo / Sculptures, Veletržní palác, Národní galerie v Praze
- 2013 Zdeněk Šimek – Josefina Jonášová Šimková, Galerie Dolní brána, Prachatice
- 2017 Zdeněk Šimek 1927–2017, Weisův dům, Blatské muzeum ve Veselí nad Lužnicí
- 2022 Zdeněk Šimek - Sochy - Galerie 105, Třeboň,

#### Společné
- 1958/1959 Umění mladých výtvarníků Československa 1958. Obrazy a plastiky, Jízdárna Pražského hradu, Dům umění města Brna
- 1963 Rychnov 1963, Zámek Rychnov nad Kněžnou
- 1964 Trasa, Galerie Václava Špály, Praha
- 1964 Socha 1964 Liberec, Liberec
- 1965 Sochařská bilance 1955–1965, Olomouc
- 1965 Tendence, Vlastivědné museum, Písek
- 1966 Výtvarné antitéze, Galerie bratří Čapků, Praha
- 1966 Jarní výstava 1966, Mánes, Praha
- 1967 1. pražský salon, Bruselský pavilon, Praha
- 1968 Socha piešťanských parkov '68, Kúpelový ostrov, Piešťany
- 1968/69 České sochařství 19. a 20. století, Letohrádek královny Anny, Praha
- 1968 	300 malířů, sochařů, grafiků 5 generací k 50 létům republiky, Praha
- 1969 Trasa 1969, Výstavná sieň ZSVU, Bratislava, Mánes, Praha
- 1970 Sodobna češkoslovaška umetnost, Piran, Zagreb, Ljubljana
- 1970 Tschechische Skulptur des 20. Jahrhunderts: Von Myslbek bis zur Gegenwart, Schloß Charlottenburg – Orangerie, Berlín
- 1990 	České umění 1908–1968. Osobnosti a hodnoty, Jízdárna Pražského hradu
- 1991 In memoriam, Mánes, Praha
- 1991 Trasa, Severočeská galerie výtvarného umění v Litoměřicích, Východočeská galerie, Pardubice, Oblastní galerie Vysočiny, Jihlava, Dům umění v Opavě, Středočeská galerie, Praha
- 1999/2000 Umění zrychleného času. Česká výtvarná scéna 1958–1968, Praha, Cheb
- 2001 Barevná socha, Severočeská galerie výtvarného umění v Litoměřicích
- 2002 Trasa, Zámecká galerie Chagall, Karviná
- 2012/13 Od Tiziana po Warhola: Muzeum umění Olomouc 1951–2011, Olomouc

#### Katalogy
- Zdeněk Šimek: Plastiky, 1964, Padrta J, kat. 12 s., ČFVU, Praha
- Zdeněk Šimek, 1982, kat. 4 s., Galerie plastik, Hořice
- Zdeněk Šimek: Z ateliéru, 1985,	Petrová E, kat. 4 s., MKS Kladno
- Zdeněk Šimek 1927–1970 (Sochařské dílo), 2006, Petrová E a kol., monografie 128 s., Arbor vitae, Řevnice, ISBN 80-86300-81-1

#### Encyklopedie
- 1995,	Nová encyklopedie českého výtvarného umění (N-Ž), ed. Horová A, Academia, Praha, ISBN 80-200-0522-6
- 2006,	Slovník českých a slovenských výtvarných umělců 1950–2006 (XVI. Šan – Šta), Malá A a kol., Výtvarné centrum Chagall, Ostrava, ISBN 80-86171-25-6